# Martha Leticia Rivera Cisneros
Martha Leticia Rivera Cisneros (Naica, Chihuahua, 30 octobre 1965) est une femme politique mexicaine membre du Partido Acción Nacional, sénatrice de l'État de Morelos depuis 2006.
Licenciée en Sciences sociales auprès de l'école normale spéciale Benito Juárez García .
Membre du PAN depuis 1987 elle a tenu diverses charges dans le Conseil municipal de Cuernavaca et au Conseil d'État de Morelos, entre autres celui de secrétaire de la Promotion politique de la femme, trésorière et secrétaire générale. 
- De 2000 à 2003 elle est députée au Congrès de Morelos
- De 2003 à 2006 Députée fédérale dans la LIXe législature du Congrès de l'Union du Mexique.
- En 2006 elle est élue sénatrice suppléante, dans le cadre de la LXe législature, et lorsque le titulaire Sergio Álvarez Mata est devenu Secrétaire Général du Gouvernement de Morelos, c'est elle qui a pris son fauteuil de sénateur.